# Waleri Wsewolodowitsch Faminski
Waleri Wsewolodowitsch Faminski (Valery Faminsky, Валерий Всеволодович Фаминский; geb. 15. Mai 1914 in Moskau; gest. 8. September 1993 ebenda) war ein sowjetischer Fotograf.

## Lebensweg
Waleri Faminskis Eltern dienten von der Oktoberrevolution bis zum Ende des russischen Bürgerkrieges in der Roten Armee.
Waleri Faminski beschäftigte sich seit seiner Jugend mit Fotografie; er begann 1928 mit dem Fotografieren, also im Alter von 14 Jahren. Er erhielt eine Ausbildung zum Fotografen. Ab 1932 arbeitet Faminski im Fotolabor einer Chemiefabrik, die Produkte für die Luftfahrt herstellte, zunächst als Assistent, danach als Laborleiter.
Im Jahr 1933 nahm Faminski als Fotograf an einer wissenschaftlichen Expedition ins zentralasiatische Pamir-Gebirge teil.
Er arbeitete bis zum Ausbruch des deutsch-sowjetischen Krieges im Sommer 1941 als Fotoreporter für verschiedene sowjetische Einrichtungen.
Der Fotograf wurde zunächst aufgrund einer Sehschwäche vom Militärdienst befreit und stattdessen im Jahr 1941 zum Dienst in den rückwärtigen Truppen des sowjetischen Innenministeriums eingezogen. Im Jahr 1943 kam er aber doch noch zur Roten Armee, für die er von Ende 1943 bis 1945 als Frontfotograf im Einsatz war. Seine Aufgabe bestand in der fotografischen Dokumentation der medizinischen Versorgung und des Transportes verwundeter Soldaten für das Militärmedizinische Museum der Roten Armee. Dabei kam Faminski weit in den Kampfgebieten herum. So war Faminski unter anderem an der sowjetischen Rückeroberung Sewastopols (Schlacht um Sewastopol 1941/42) beteiligt. Im April 1945 marschierte er mit der 1. Weißrussischen Front in Berlin ein. Faminski blieb für etwa einen Monat, von Ende April bis Ende Mai 1945, in Berlin. Er erlebte dort also die Endkämpfe und den Tag der bedingungslosen Kapitulation Deutschlands am 8./9. Mai 1945 mit.
Faminskis Fotos zeigen, anders als die meisten Bilder anderer sowjetischer Kriegsfotografen, einen unheroischen und nicht-inszenierten Blick auf die Realität des Krieges. Anders als die Bilder der Fotografen im Dienste der offiziellen sowjetischen Propaganda zeigen Faminskis Aufnahmen auch verwundete und sogar tote sowjetische Soldaten. Im Mittelpunkt seiner Fotografien stehen Besiegte und Besatzer gleichermaßen, ohne Parteinahme für die Sieger, dazu alltägliche Szenen der Roten Armee sowie deutsche Zivilisten in Berlin und seinen Vororten. Beide Seiten sind sichtlich erschöpft und versehrt von den Strapazen des leidvollen Krieges.
Bei seiner Demobilisierung übergab Faminski den „offiziellen“ Teil seines in Berlin aufgenommenen Bildmaterials dem Militärmedizinische Museum der Roten Armee. Seine privaten Aufnahmen aus dem Krieg blieben unveröffentlicht und gerieten in Vergessenheit.
Nach dem Krieg arbeitete Faminski als Fotograf in der Moskauer Niederlassung des Kunstfonds der Russischen Sozialistischen Föderativen Sowjetrepublik. Darüber hinaus arbeitete er auch als Retuscheur. Seine Fotos wurden mehrfach ausgestellt. So organisierte die Union der Künstler der UdSSR im Jahr 1979 eine Einzelausstellung mit dem Titel „50 Jahre mit der Kamera auf militärischen und friedlichen Straßen“.
Faminsky starb am 8. September 1993 in Moskau.
Faminskis Enkel boten gut 500 Negative aus seinem Nachlass im Internet zum Verkauf an, die der ukrainische Fotograf Arthur Bondar (geb. 1983) im Jahr 2016 erwarb. Ab 2017 wurden die Fotografien Waleri Faminskis in mehreren Einzelausstellungen unter anderem in Moskau, St. Petersburg und Berlin gezeigt.